# Мирзозода, Ато Мирходжа
Мирзозода Ато Мирходжа — таджикский поэт, писатель, Лауреат литературной премии имени Мирзо Турсунзода, лауреат государственной премии Республики Таджикистан имени Рудаки.
Язык творчества: таджикский.

## Биография
Мирзозода Ато Мирходжа, литературный псевдоним Неру, родился 8 апреля 1963 г. в селе Вуж, Вирского джамоата Шугнанского района Горно-Бадахшанской автономной области (ГБАО) Республики Таджикистан. Отец — Мирзоджалолов Мирходжа (1920—2008) — фельдшер, мать — Салимшоева Икронбегим (1928—2012) — дехканка.
Восьмилетнее образование получил в школе № 34, среднее — в школе-интернате № 28 Шугнанского района.
В 1980 г. поступил на факультет таджикской филологии (группа журналистики) Таджикского государственного универистета им. Ленина. Закончил его в 1985 г. по квалификации «Таджикский язык и литература».
Начал работать, будучи студентом 4-го курса, как спецкор. республиканской молодежной газеты «Комсомоли Тоҷикистон» («Комсомолец Таджикистана») в 1984 г.
В конце 1986 г. по запросу Горно-Бадахшонской обкома ЛКСМ был переведен на комсомольскую работу в г. Хорог зав.отделом лекторской группы, где проработал до упразднения данной организации. С 1990 по 1994 году работал редактором Комитета по телевидению и радиовещанию ГБАО. В 1994—1997 гг. работал редактором издательства «Памир».
В 1995 году Ато Мирходжа пересилился в г. Душанбе — столицу республики. Продолжая журналистской деятельности, он работал на Таджикское радио, ТИА «Ховар», еженедельники «Адабиёт ва санъат» («Литература и искусство») и «Ваҳдат» («Единство»). В 1998 г. был назначен главным редактором газеты «Наклиёт» («Транспорт» (до 2002 г. «Роҳи умед» («Путь надежди»), где проработал до 2011 г. Одновременно с 2003 по 2008 заведовал отделом поэзии Союза писателей Таджикистана.
1 августа 2011 г. решением Правительства РТ был назначен первым заместителем главного редактора газеты «Ҷумҳурият» («Республика») — официальное издание правительства Республики Таджикистан.
В связи с избранием первым заместителем председателя Союза писателей Таджикистана, Ато Мирходжа 31 июня 2015 г. был освобожден от занимаемой должности.
Пишет со школьной скамьи. Первые его стихи печатались на страницах областной газеты «Бадахшони советӣ» («Советский Бадахшан»), где действовал литературный кружок под руководством знаменитого поэта Ширина Бунёда.
В 1991 г. издательством «Адиб» вышла в свет его первая книжка стихов Ато — «Тасмаи мардон» («Пояс мужчин») (в коллективном сборнике под названием «Боли парвоз»). Впоследствии он выпустил следующие поэтические сборники:
«Ишқ ва ашк» («Любовь и слезы»), Душанбе, «Нодир», 2003 г.;
«Шакарганҷ» («Сладкое сокровище»), Душанбе, «Адиб», 2006 г.;
«Нафаси дувум» («Второе дихание»), Душанбе, «Адиб», 2013 г., «Субҳи беғуруб» («Утро без заката»), Душанбе, «ЭР-граф», 2021.
Последние годы поэт обратившись и к прозе, издал следующие книги:
«Шириншо Шотемур», Душанбе, «Бухоро», 2016 г.;
«Андозчини рӯзадор» («Постующий налоговик», сборник рассказов и повесть"), Душанбе, «Истикбол», 2017 г.;
трехтомный роман «Саройи санг» («Дворец камня», исторический роман о жизни таджиков Памира 19 века), часть первая, Душанбе, «Сухан», 2018 г., вторая и третая часть — Душанбе, «ЭР-граф», 2019 и 2020 гг. ;
«Мусофират осон нест» («Нелегко быть пассажиром», сборник путевых заметок), Душанбе, «Маориф», 2018 г., «Иттифоқи нависандагон ва рушди адабиёти тоҷик» («Союз писателей и развитии таджикской литературы») (научный труд, посвещенный ХV Съезду писателей Таджикистана, Душанбе, «Сухан», 2020).
Ато Мирходжа также является автором детских книг:
«Нахудак-булъаҷабак» (повесть, «Волшебный Нахудак»), «Нахудак ва Нисо» («Нахудак и Нисо»), из-во «Мир полиграфии», 2006 г.;
«Nakhudak — fabulous» (перевод повести «Волшебный Нахудак» на английский язык), Душанбе, «Мир полиграфии», 2006 г;
«Nakhudak and Niso» (перевод повести «Нахудак и Нисо» на английский язык", Душанбе, «Мир полиграфии», 2006 г;
«Равшан қиссаен» («Сказание о Равшане», на шугнанском языке), Душанбе, «Адиб», 2010 г., «Қиссаи садбарг» («О розе», повесть, Душанбе, «Маориф», 2020), «Саругашти Анду Анг» («Путешествие Анда и Анга», повесть, Душанбе, «Маориф», 2020), «Шоҳи меваҳо кадом аст?» («Кто царь фруктов?», поэма, Душанбе, «Маориф», 2020), «Маъсума» («Масума», повесть, Душанбе, «Маориф», 2020), «Нишони Тоҷикистон» («Герб Таджикистана», поэма, Душанбе, «Маориф», 2021), «Бачаҳо дар кӯчаҳо» («Дети и улицы», поэма, Душанбе, «Маориф», 2021), «Сайри боғи Алифбо» («В саду Азбуки», книга в картинках,Душанбе, «Маориф», 2021), «Дар боғи ҳайвонот» («В зоопарке», поэма, Душанбе, «Маориф», 2021).
Его сценические произведения:
«Даъвати Носир» (Призыв Насира),1992;
«Сайр дар гилем» («Путешествие в паласе»),1995;
«Давлати баргашта» («Возвратившееся добро»), 1999.
Переводы:
Отдельные стихотворения Александра Пушкина, Александра Блока, Владимира Высоцкого, Светланы Савицкой, Сергея Сухояна, Ивана Переверзина (русский), Акбара Рискулова (кыргыз), Аминат Абдурашитова (дагестанка), и Микола Метелицкого, Ирины Карнауховой (беларус), Халид ал-Файсала (Саудовская Аравия).
Отдельные произведения Ато Мирходжи переведены на русский, английский, белорусский, армянский, узбекский, кыргызский, грузинский языках.
Участвовал в составлении и редактировании следующих книг:
«Хӣрцрах» («Рассвет») (Хорог, принтерная печать, 1990 г., (коллективный сборник стихов на шугнанском и рушанском языках);
«Вожаномаи мухтасари русӣ-тоҷикии роҳи оҳан» (Краткий русско-таджикский словарь железной дороги), издание газеты «Наклиёт», 2004 г.;
«Луғати соҳаи ҳавопаймоӣ (русӣ-тоҷикӣ)» «Русско-таджикский словарь авиации», издание газеты «Наклиёт», 2008 г.;
«800 ғазали дилошӯб» («800 трогательных газелей»), Душанбе, «Адиб», 2007 г.;
«800 панди дилписанд»-и Румӣ («800 назидания Руми»), Душанбе, «Адиб», 2007 г.;
«Баёзи меҳр» («Анталогия любви»), Душанбе, «Эджод», 2008 г.;
«Анҷумани дидор» («Вечер лицозрения»), Душанбе, «Адиб», 2008 г.;
«Гулбоғ» (Цветущий сад), Душанбе, "Адиб, 2010;
«Эъҷози Раҳмон» («Чудо Рахмана»), Душанбе, «Ирфон», 2011 г.;
«Одами тиллоӣ» («Золотой человек»), Душанбе, «Ирфон», 2011 г.;
«Нома дар барги ҳавас» («Письмо на лепестке»), Душанбе, «Адиб», 2011 г.;
«Девони қоимиёт» («Диван каимията»), Душанбе, «Бухоро», 2014 г. и др.

## Награды
Лауреат литературной премии имени Мирзо Турсунзода (2007 г, за сборник стихов «Шакарганҷ» («Сладкое сокровище»)
Медали: «Доблестный труд» (2007 г.), «10-летие Вооруженных сил Республики Таджикистан», «100-летие таджикской печати», звание «Отличник печати Республики Таджикистан», Медаль «Содружество литературных сообществ» России «Ф. М. Достоевский. За красоту, гуманизм, справедливость».
С 1994 г. член Союза писателей Таджикистана; с 2003 г. член правления Союза писателей Таджикистана.
Семейный, имеет 4 детей.